# حرمة (حبيش)

تعديل مصدري - تعديل

حرمة محلة تابعة لقرية المشرافة، التابعة لعزلة جبل خضراء بمديرية حبيش إحدى مديريات محافظة إب في الجمهورية اليمنية، بلغ تعداد سكانها 63 حسب تعداد اليمن لعام 2004.